# قطعنامه ۱۲۸۸ شورای امنیت
قطعنامه ۱۲۸۸ شورای امنیت سازمان ملل متحد که در تاریخ ۳۱ ژانویه ۲۰۰۰ تصویب شد، سندی بین‌المللی دربارهٔ بررسی وضعیت خاورمیانه است. این قطعنامه طی نشست ۴۰۹۵ام با ۱۵ رای موافق، ۰ مخالف و ۰ ممتنع تصویب شد.